# Nina Smith

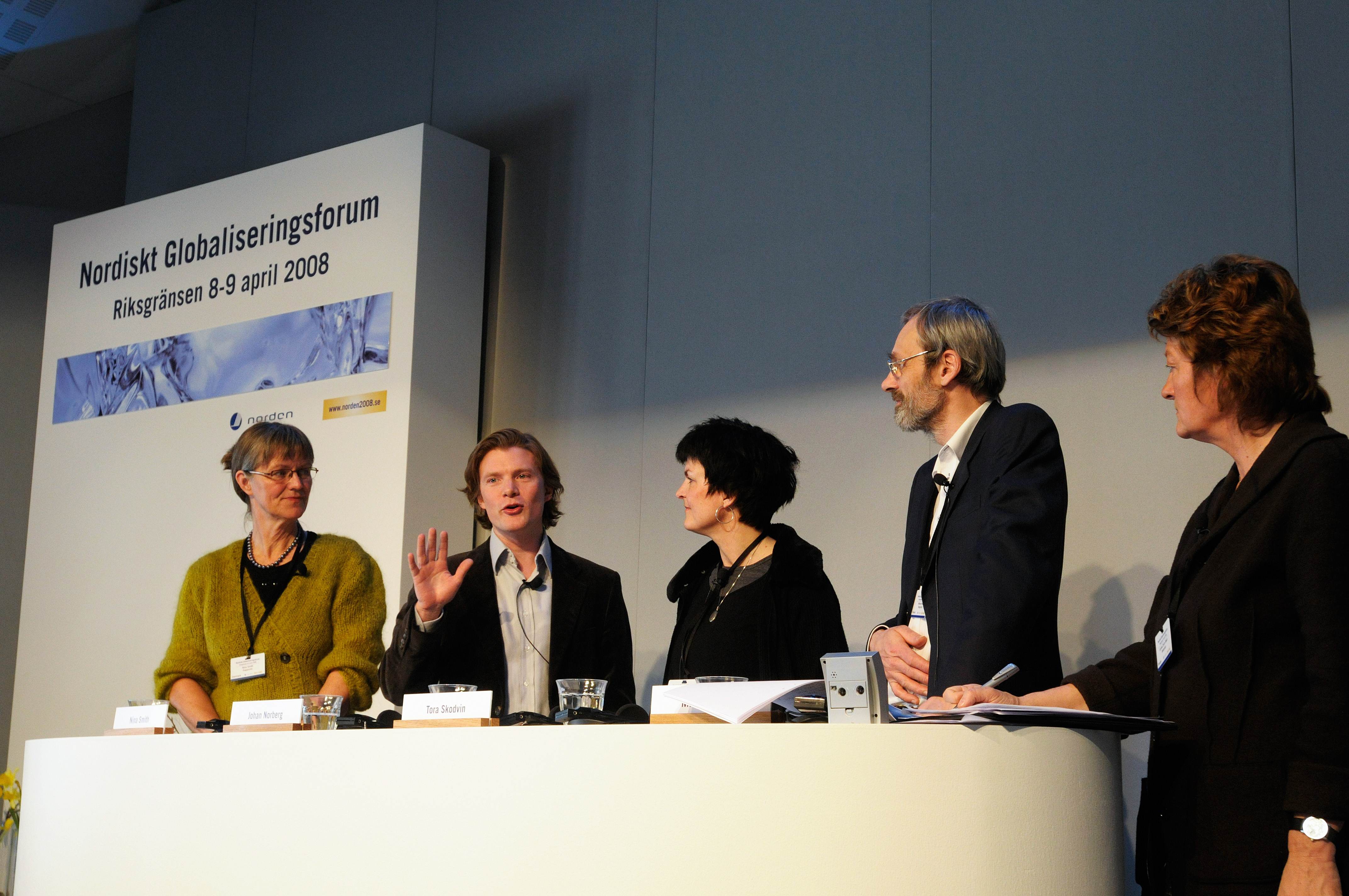
Diskussionsrunde beim Nordic Globalization Forum in Riksgränsen, 9. April 2008. Nina Smith (links)

 Nina Smith  (* 17. Oktober 1955 in Nørre Broby Sogn, Dänemark) ist eine dänische Ökonomin und Hochschullehrerin. Sie ist Professorin für Wirtschaftswissenschaften am Wirtschaftsinstitut der Universität Aarhus.

## Leben und Werk
Smith wurde als Nina Gotfred-Rasmussen als Tochter des Bauern Laurits Gotfred-Rasmussen und Birthe Gotfred-Rasmussen geboren. Nach dem Besuch des Vestfyens Gymnasiums 1975, schloss Smith 1981 ihr Studium der Wirtschaftswissenschaften mit einem Master-Abschluss an der Universität Aarhus ab. Sie lehrte von 1982 bis 1986 an der Handelshøjskole Syd und wurde 1989 als erste außerordentliche Professorin am Institut für Politikwissenschaft der Universität Aarhus ernannt. 1990 wechselte sie an die Aarhus School of Business, wo sie 1993 eine Professur erhielt. Nach Forschungsaufenthalten in Deutschland am Forschungsinstitut zur Zukunft der Arbeit (IZA) und CIM wurde sie 2001 als Forschungsprofessorin an das Deutsche Institut für Wirtschaftsforschung (DIW) in Berlin berufen. Von 2007 bis 2009 war sie Vize-Rektorin der Universität Aarhus. 2009 wurde sie zur Professorin für Wirtschaftswissenschaften an der Universität Aarhus ernannt.
Am 17. August 1978 heiratete sie den Forschungsleiter Valdemar Smith, mit dem sie vier Kinder bekam.
Sie war Vorsitzende des Vorstands der Unabhängigen dänischen Forschungsräte, Mitglied des dänischen Forschungsrats für Sozialwissenschaften und war Mitglied oder Vorsitzende einer Reihe von Aufsichtsräten nationaler Forschungsinstitute und privater Unternehmen. Seit Juli 2021 ist sie in den Vorständen mehrerer führender Finanzunternehmen in Dänemark tätig.
2015 wurde sie Mitglied der Academia Europaea.

## Auszeichnungen
- 1995: Mathildeprisen (Dansk Kvindesamfund)
- 1996: Reinholdt W. Jorck og hustrus forskningspris
- 2001: Direktør Bangs og hustrus legat
- 2003: Ritter 1. Klasse des Dannebrogorden
- 2004: Den Berlingske Fonds Hæderspris
- 2008: Årets Æreshåndværker, DI Østjylland
- 2012: Ritter 2. Klasse des Dannebrogorden
- 2019: Kommandeur des Dannebrogorden[7]

## Veröffentlichungen (Auswahl)
- A panel study of labour supply and taxes in Denmark. Applied Economics, 27, S. 419–29, 1995.
- Quota Regulations of Gender Composition on Boards of Directors. CESifo DICE Report, Vol. 2, S. 42–48, 2014.
- mit Valdemar Smith, Mette Verner: Do women in top management affect firm performance? A panel study of 2,500 Danish firms. In: International Journal of Productivity and Performance Management. Band 55, Nr. 7, S. 569–593, 2006.